# St. George's Football Club
Maillots
Le St. George's Football Club est un club maltais de football basé à Bormla.
Le club est fondé en 1890, ce qui fait de lui le plus ancien club de football maltais.

## Historique
- 1890 : fondation du club

## Palmarès
- Championnat de Malte
  - Champion : 1917
  - Vice-champion : 1914, 1918, 1930, 1940

- Coupe de Malte
  - Finaliste : 1937, 1950